# Dering-manuscript

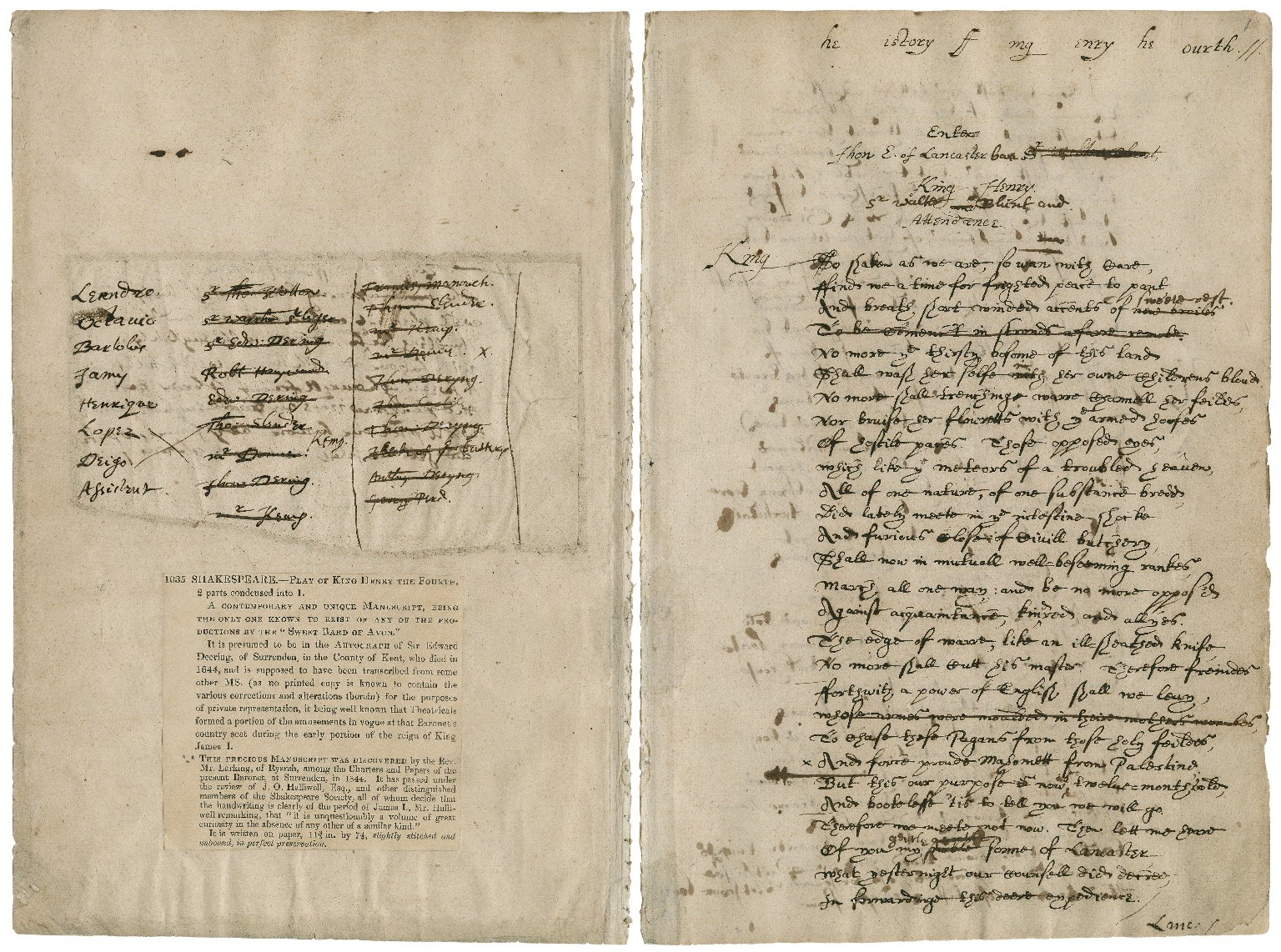
Dering-manuscript

Het Dering-manuscript dateert uit ca. 1613 en is het oudste overgeleverde manuscript van een van William Shakespeares toneelstukken. Het 55 folio's tellende werk voegt de twee delen van de stukken over Henry IV, Deel 1 en Deel 2, samen tot een enkel toneelstuk.
Het Dering-manuscript is een herwerking van de teksten van Shakespeare die ondernomen werd door Edward Dering (1598–1644), een enthousiast verzamelaar en antiquair. Het werd getranscribeerd van een kopie van quarto 'Q5' van Henry IV Part 1 (1613) en een tweede editie van Part 2 uit 1600. Dering deelde de aktes anders in en herschikte een aantal scènes, liet regels weg en voegde regels van eigen vinding toe. Ook schrapte hij een paar personages uit de tekst en wijzigde enkele van de toespraken. De samenstelling bevat veel meer tekst uit Deel 1 dan uit Deel 2: slechts twee scènes werden uit het eerste deel weggelaten: II.1 en IV.4. Van het tweede deel is slechts een kwart aanwezig van de oorspronkelijke teksten (806 van in totaal 3180 regels).
Het manuscript wordt nu bewaard in de Folger Shakespeare Library in Washington D.C.